# Крученозубка первинномохова
Крученозубка первинномохова (Tortula protobryoides) — вид мохів порядку потіальних (Pottiales).

## Поширення
Батьківщиною є Європа, Північна Америка.
Як малоконкурентний піонерний вид, росте на сухих, теплих, відкритих, світлих місцях на глинистих, мергелистих, суглинистих або піщаних, вапняних або лужних ґрунтах і на лесах. В основному зустрічається на виноградниках, в прогалинах сухої трави, на стежках і насипах.

## Галерея

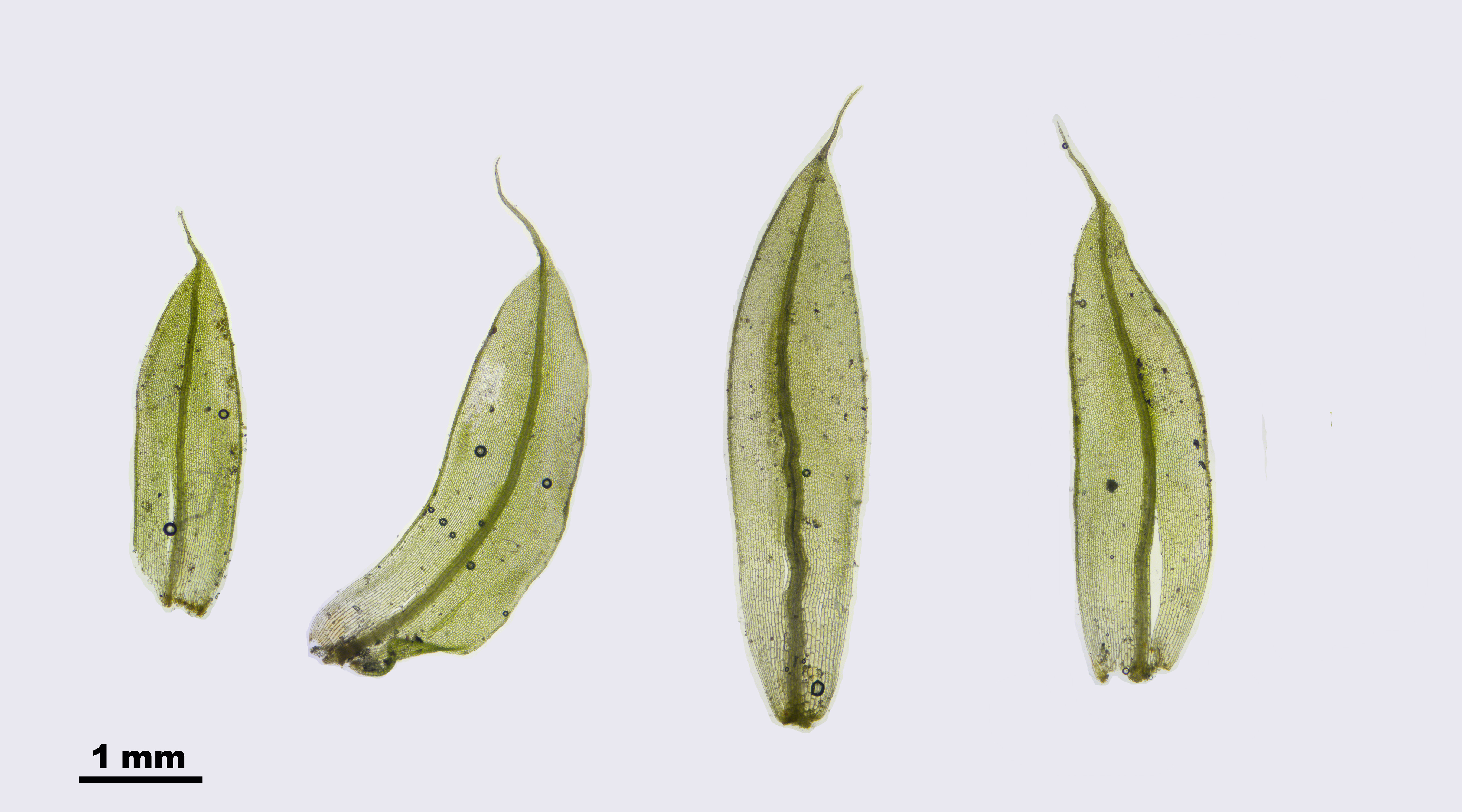
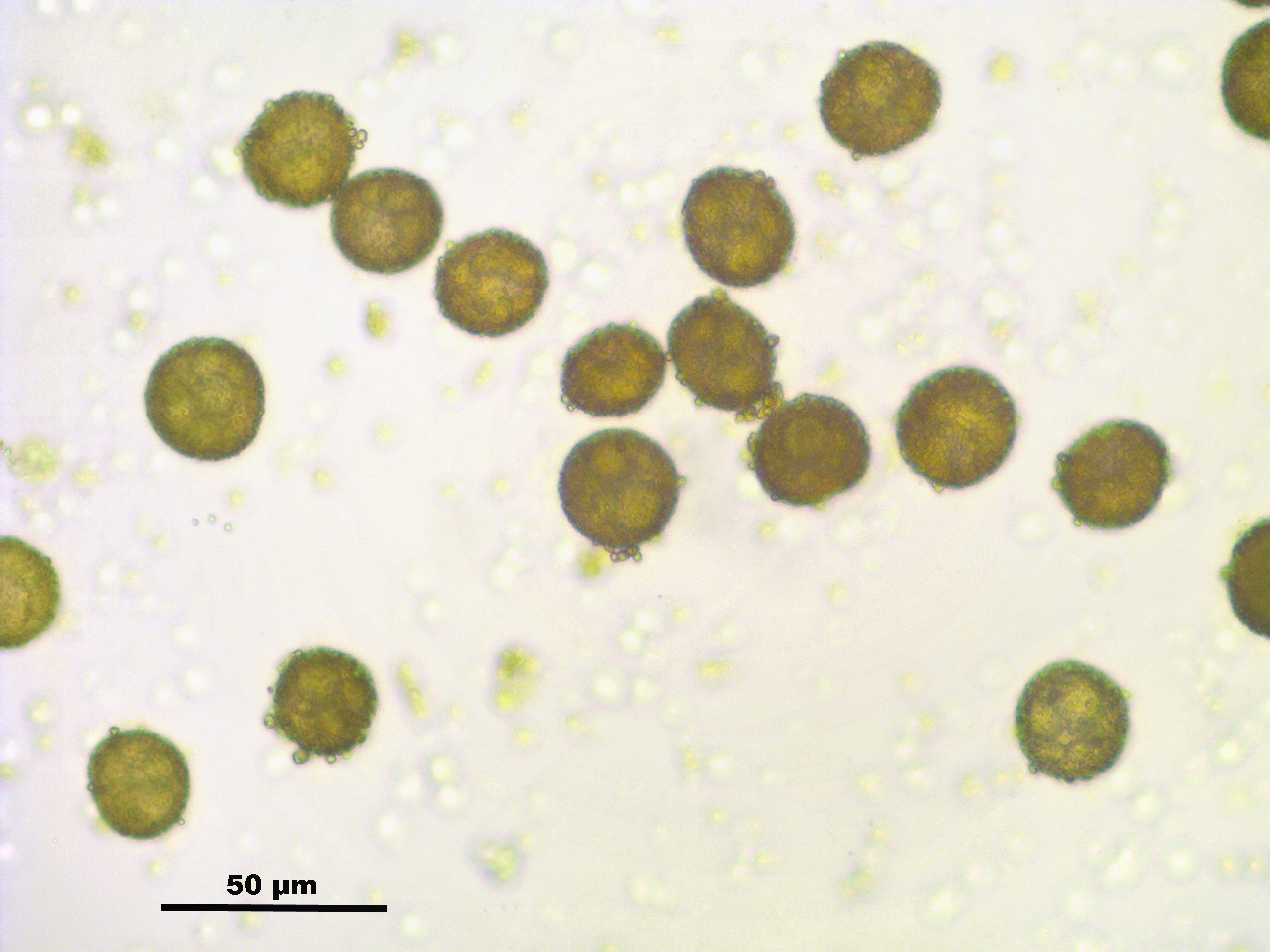

## Характеристика
Невеликі рослини прості або розділені, зазвичай близько 5 міліметрів, рідко трохи більше 1 сантиметра, і утворюють пухкі або щільні зелені або коричнево-зелені килимки. Листки від яйцеподібних до подовжено-ланцетних, верхівка від широкогострої до заокругленої, від мукронатної до коротко-остюкової, краї закручені в середині 2/3–3/4 листка, слабко облямовані від верхівки до основи (2)4 рядами клітин. Вид автоіктичний. Коробочкові ніжки 0.2–0.4 см. Коробочки ледь виступають над кінчиками листків, широко-циліндричні, прямовисні й майже прямі чи злегка нахилені, урноподібні, ≈ 1.4–1.5 мм. Спори ≈ 20–25 мкм, кулясті, щільно низько-сосочкові. Коробочки зрілі взимку й навесні.